# Elysius breviuscula
Elysius breviuscula är en fjärilsart som beskrevs av Walker 1865. Elysius breviuscula ingår i släktet Elysius och familjen björnspinnare. Inga underarter finns listade i Catalogue of Life.